# Brantgum
Brantgum (westfriesisch Brantgum) ist ein Dorf in der Gemeinde Noardeast-Fryslân in der niederländischen Provinz Friesland. Es befindet sich nordwestlich von Dokkum und hat 240 Einwohner (Stand: 1. Januar 2024).
Bodenfunde in Brantgum und auf dem Weg von Holwert nach Dokkum legen nahe, dass bereits vor 2000 Jahren Menschen in Brantgum lebten. Jedoch lässt sich keine Aussage über deren Lebensweise treffen. Das erste Mal wurde Brantgum im Jahr 1450 erwähnt.
Der Maler Ids Wiersma (1878–1965) wurde am 21. Juni 1878 in Brantgum geboren.